# Bernard du Bosquet
Bernard du Bosquet (Cahors, 1310/1320 - Avignon, 19 de abril de 1371), legum doctor, foi professor na Universidade de Toulouse a partir de 1350, Arcebispo de Nápoles a partir de 5 de setembro de 1365 e Cardeal da Igreja Católica Romana, nomeado pelo Papa Urbano V em 22 de setembro de 1368 até sua morte. Participou do conclave papal de 1370.

## Histórico
Nascido em Cahors em uma família nobre, obteve doutorado em utroque iure. Foi sucessivamente capelão papal, auditor da Reverenda Câmara Apostólica, cônego da catedral de Bordeaux primeiro e depois da catedral de Cahors. Em 5 de setembro de 1365, foi nomeado Arcebispo de Nápoles e ocupou esse cargo até sua nomeação para o cardinalato. Em 1365, a pedido do Papa, ele fundou o Studium Romanum.
No consistório de 22 de setembro de 1368 foi elevado ao cardinalato pelo Papa Urbano V e recebeu o título dos Santos Doze Apóstolos. No dia 31 de outubro seguinte, ele ingressou na cúria papal em Avignon.
Participou do conclave de 1370 que elegeu o Papa Gregório XI. Ele morreu em Avignon em 19 de abril de 1371.